# Trubbnicka
Trubbnicka (Pohlia obtusifolia) är en bladmossart som beskrevs av L. F. Koch 1950. Trubbnicka ingår i släktet nickmossor, och familjen Bryaceae. Arten är reproducerande i Sverige. Inga underarter finns listade i Catalogue of Life.